# Kurt-Schumacher-Straße (Hannover)

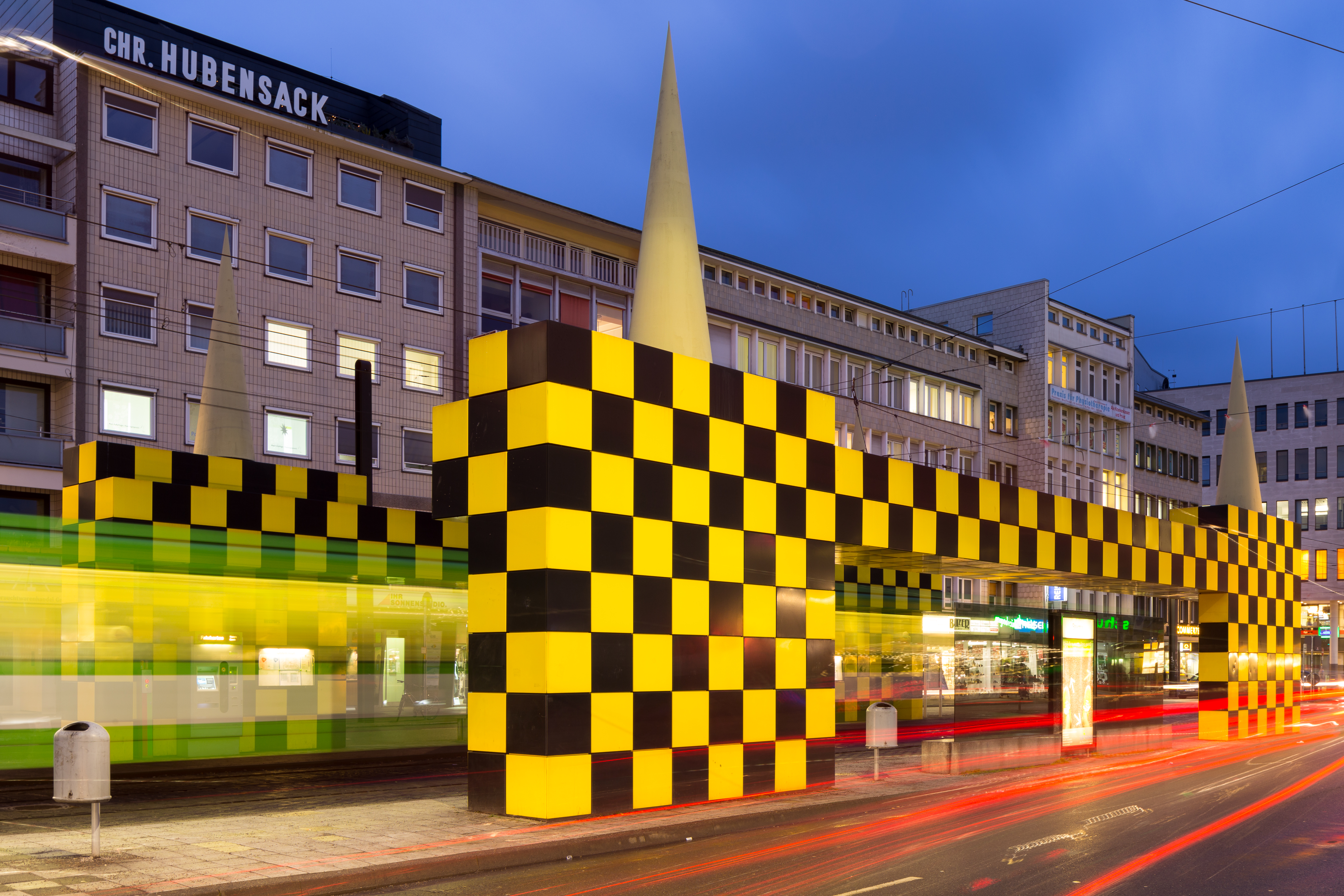
BUSSTOP an der Kurt-Schumacher-Straße nahe dem Steintorplatz vor dem Umbau von 2018

Die Kurt-Schumacher-Straße in Hannover ist eine Straße im Zentrum der niedersächsischen Landeshauptstadt. Die Straße, die vom Ernst-August-Platz zur Straße Goseriede führt und im heutigen Stadtteil Mitte liegt, entstand im 18. Jahrhundert. Von August 2014 bis Dezember 2018 wurde hier die D-Linie der Stadtbahn oberirdisch ausgebaut.

## Geschichte

### 1750 bis 1945

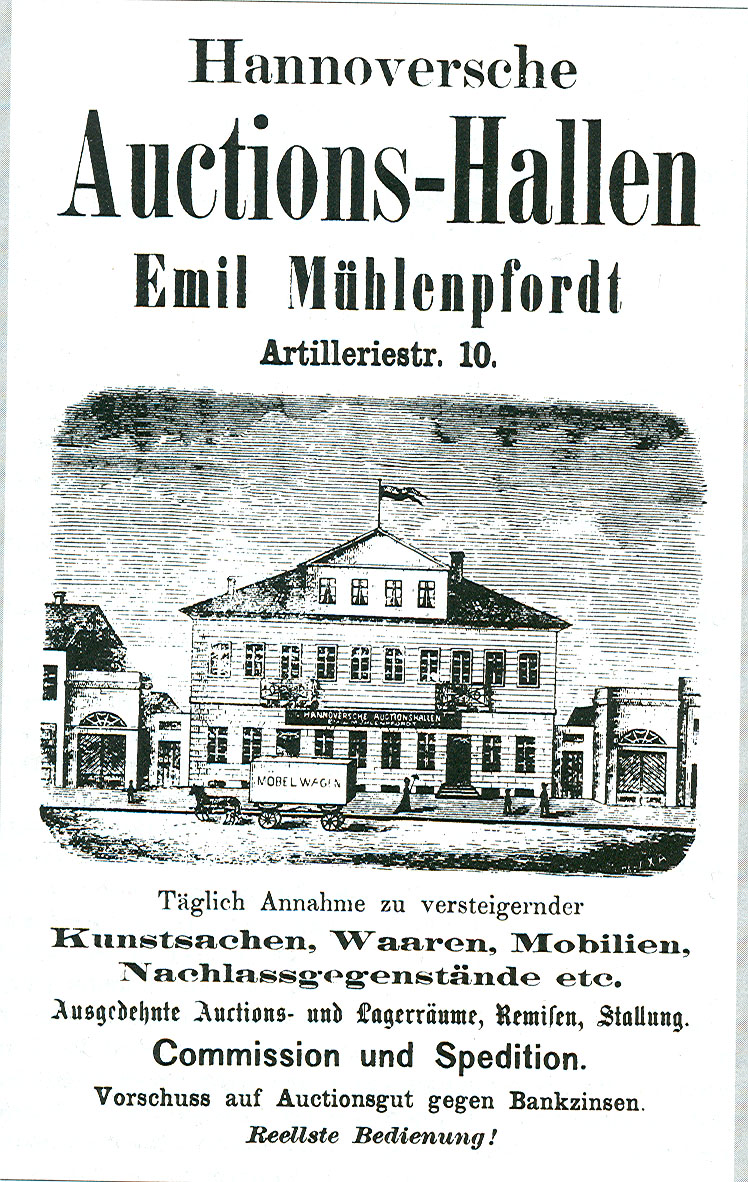
1880: Annonce für die „Hannoverschen Auktions-Hallen“ im Adressbuch der Stadt Hannover

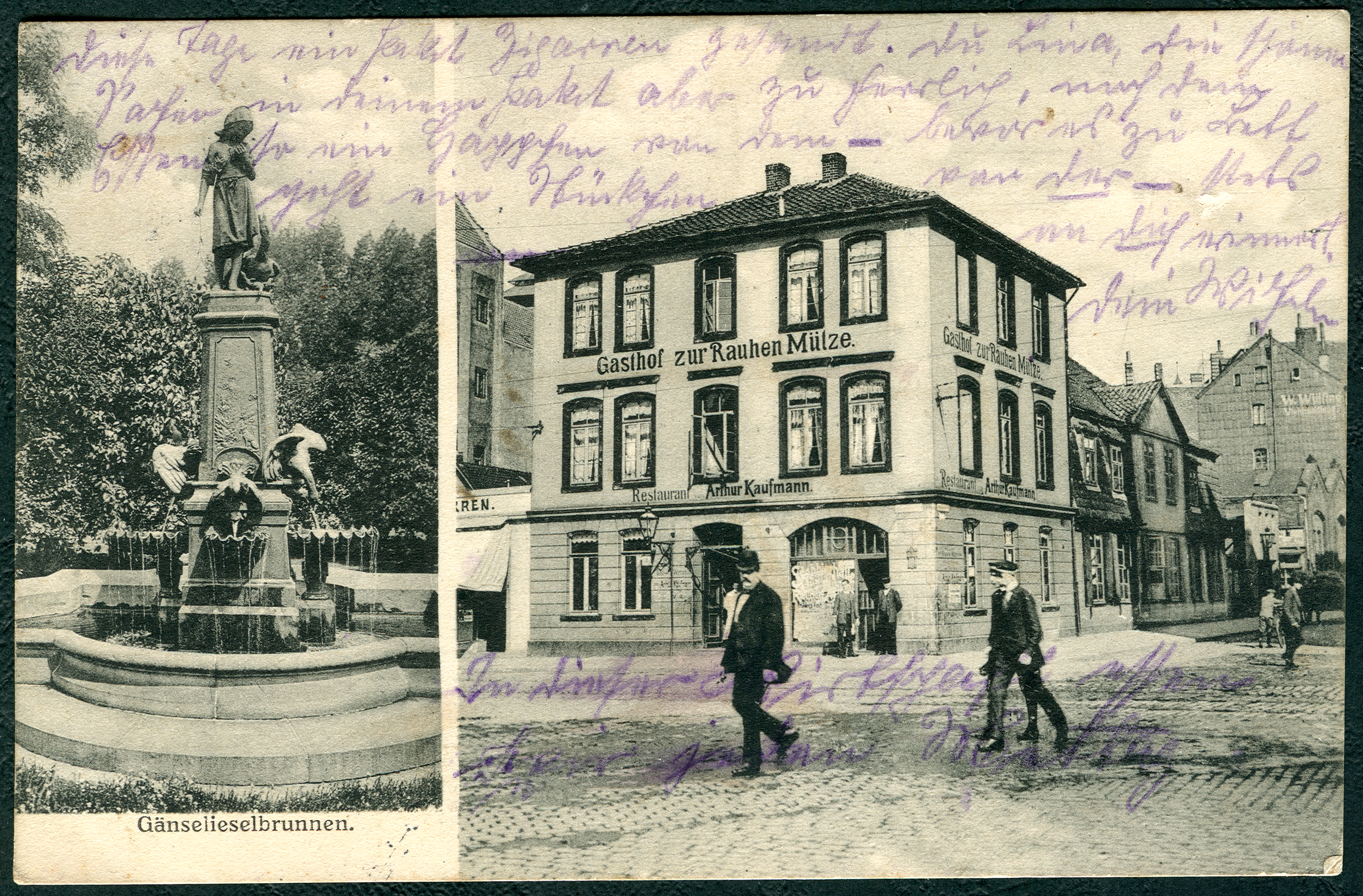
Gasthof zur rauhen Mütze und der Gänselieselbrunnen am Beginn der Artilleriestraße;
Ansichtskarte um 1900

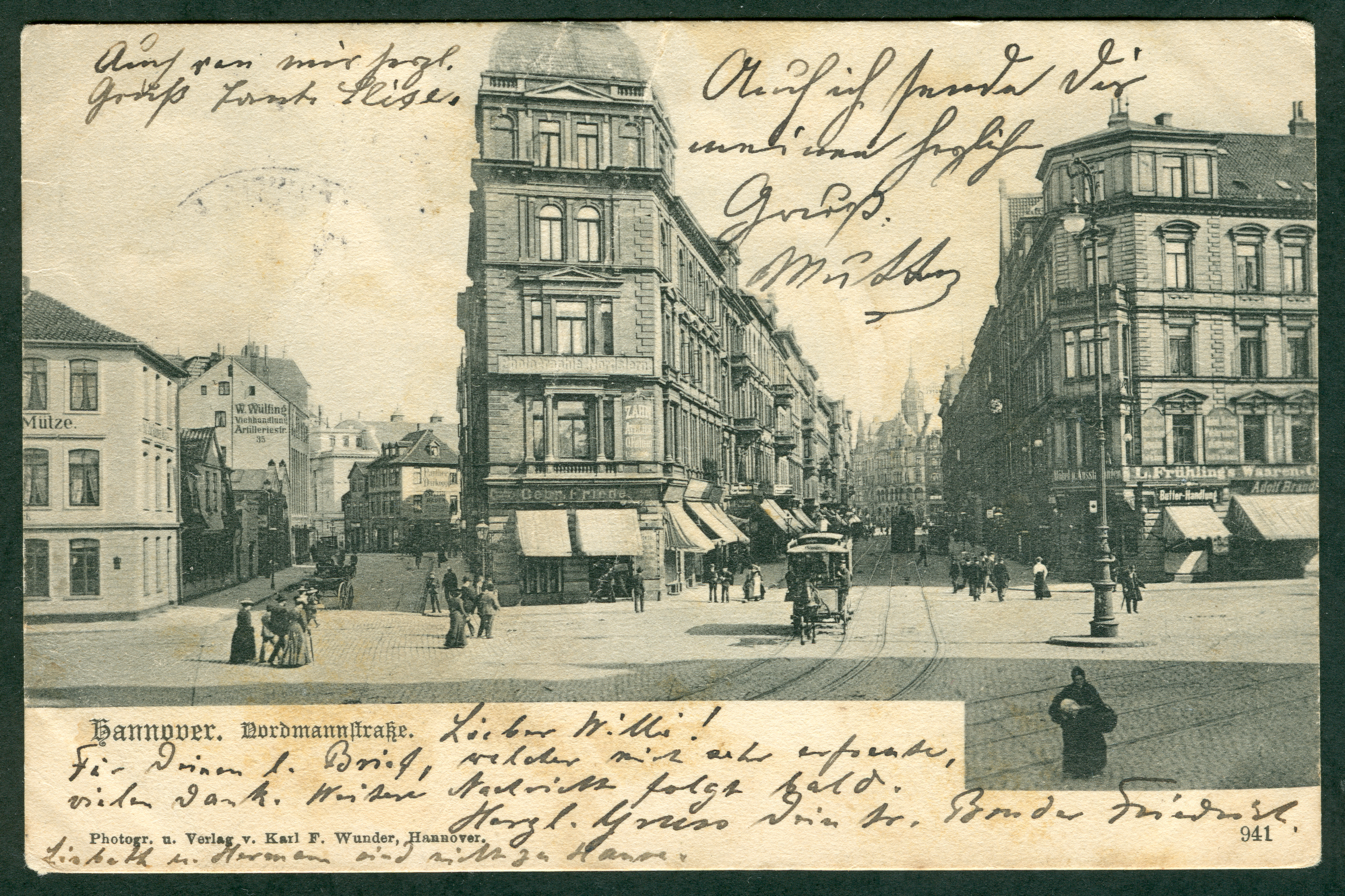
Blick in die ehemalige Nordmannstraße, links daneben die Artilleriestraße;
Ansichtskarte Nr. 941, Karl F. Wunder, um 1900

Der älteste bekannte Weg im Verlauf der heutigen Straßenführung entstand zur Zeit des Kurfürstentums Hannover um 1750 als sogenannte „Umfuhr“ an der Außenseite der mittelalterlichen Stadtbefestigung Hannovers. Noch zu Zeiten des Königreichs Hannover wurde die Straße 1845 Artilleriestraße benannt, da sie an der ehemaligen Artilleriekaserne am Steintor lag. Die neu entwickelte Straße war Teil der von dem königlichen Hofbaumeister Georg Ludwig Friedrich Laves geplanten Ernst-August-Stadt und wurde mit der ebenfalls 1845 angelegten Kanalstraße mit der Georgstraße verbunden, nachdem zuvor die Festungswälle abgetragen worden waren.
1861 bis 1864 hatte der Architekt Ludwig Droste im Auftrag der Stadt Hannover und aufgrund der Nähe zum Hauptbahnhof den Städtischen Packhof an der Artilleriestraße errichtet.
Nach der Ausrufung des Deutschen Kaiserreichs und in der sogenannten Gründerzeit ging die Bebauung der Straße rasch voran, anfangs allerdings noch mit nur niedrigen Gebäuden. Laut einer Annonce im Adressbuch der Stadt Hannover von 1880 betrieb etwa Emil Mühlenpfordt in der Artilleriestraße 10 dort seine dreigeschossigen „Hannoverschen Auktions-Hallen“ mit Remisen und Stallung, in denen die Transport-Pferde und Pferdefuhrwerke untergestellt werden konnten.
Kutscher konnten dort ausspannen und sich verpflegen, um 1900 etwa am Eingang der Artilleriestraße gegenüber dem Gänselieselbrunnen im Gasthof zur rauhen Mütze. Größer gebaut und für andere Unterhaltungsangebote an der Artilleriestraße sorgte ab 1889 das nach Plänen von Theodor Hecht und H. Siepmann erbaute Mellini-Theater.

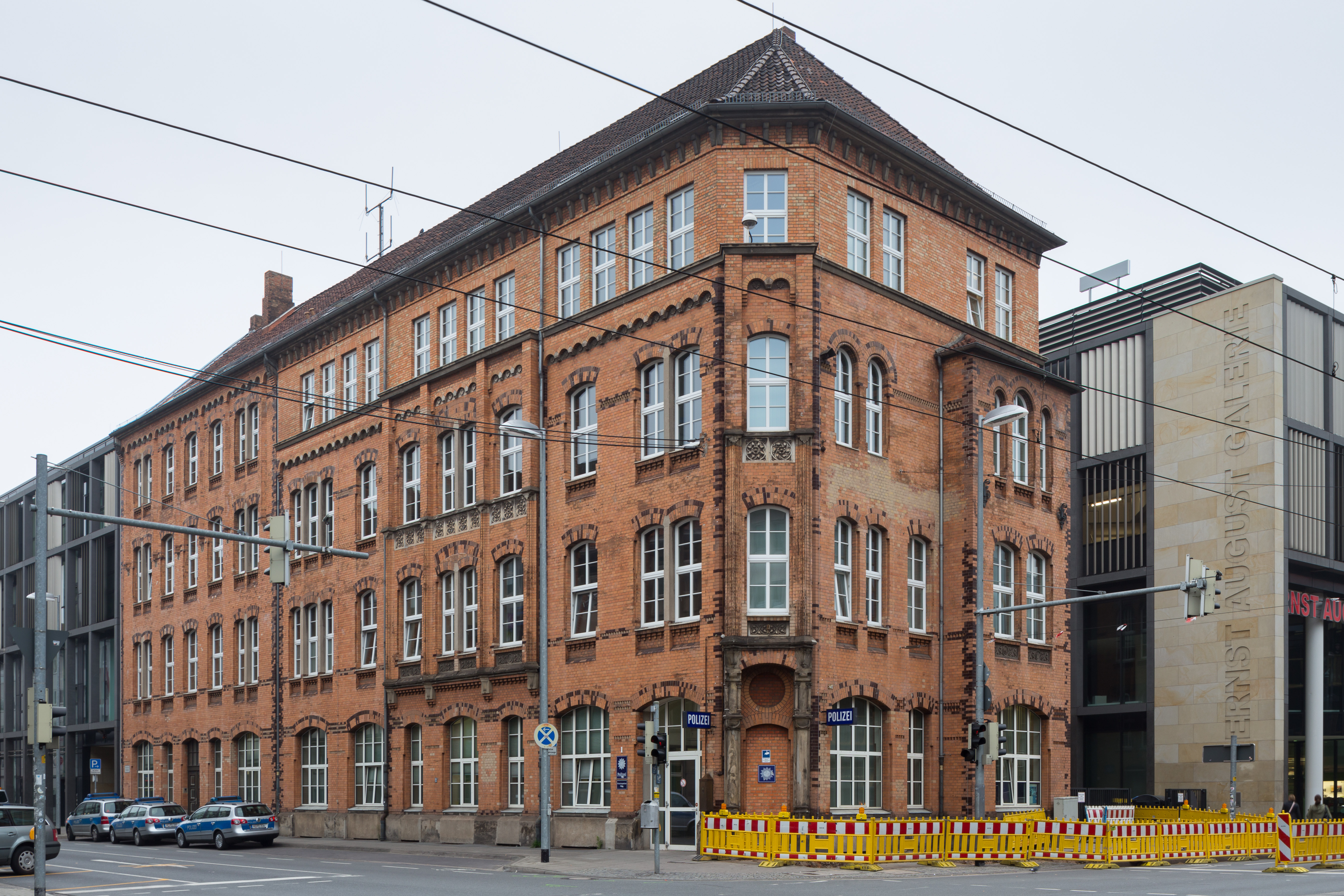
Das bis 1896 von Emil Lorenz errichtete Gebäude an der Herschelstraße 1 dient heute der Polizeiinspektion Mitte

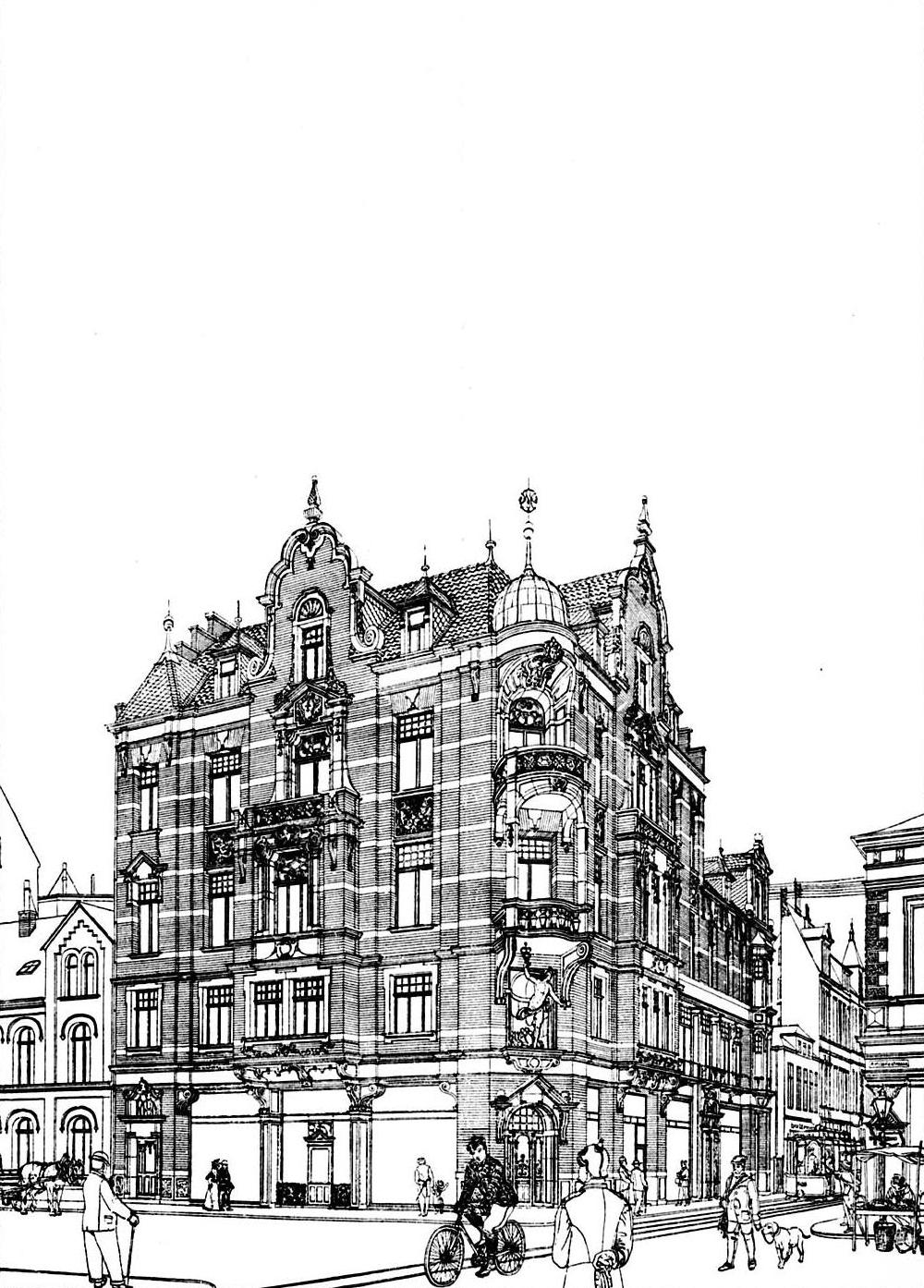
Um 1898 von Albrecht Haupt: Gebäude der Mercur Privat-Stadtbrief-Expedition im Stil des Historismus an der Ecke Andreaestraße

Als „Städtisches Geschäftshaus“ errichtete der Architekt Emil Lorenz im Stil der Neugotik von 1894 bis 1896 das Gebäude an der Ecke Herschelstraße 1, das Motive des älteren, ehemals diagonal gegenüber liegenden Wohnhauses des Architekten August Heinrich Andreae aufnahm, nach dem die Andreaestraße als Teil der „verlängerten Herschelstraße“ schon 1847 umbenannt worden war.
Zwar sammelte auch die Mercur Privat-Stadtbrief-Expedition ihre Post noch mittels Pferdekutschen ein, doch konnte sie 1896 ein eigenes Gebäude in der Artilleriestraße beziehen, das nun schon fünf Stockwerke hoch im Stil des Historismus ebenfalls an der Ecke zur Andreaestraße errichtet worden war.

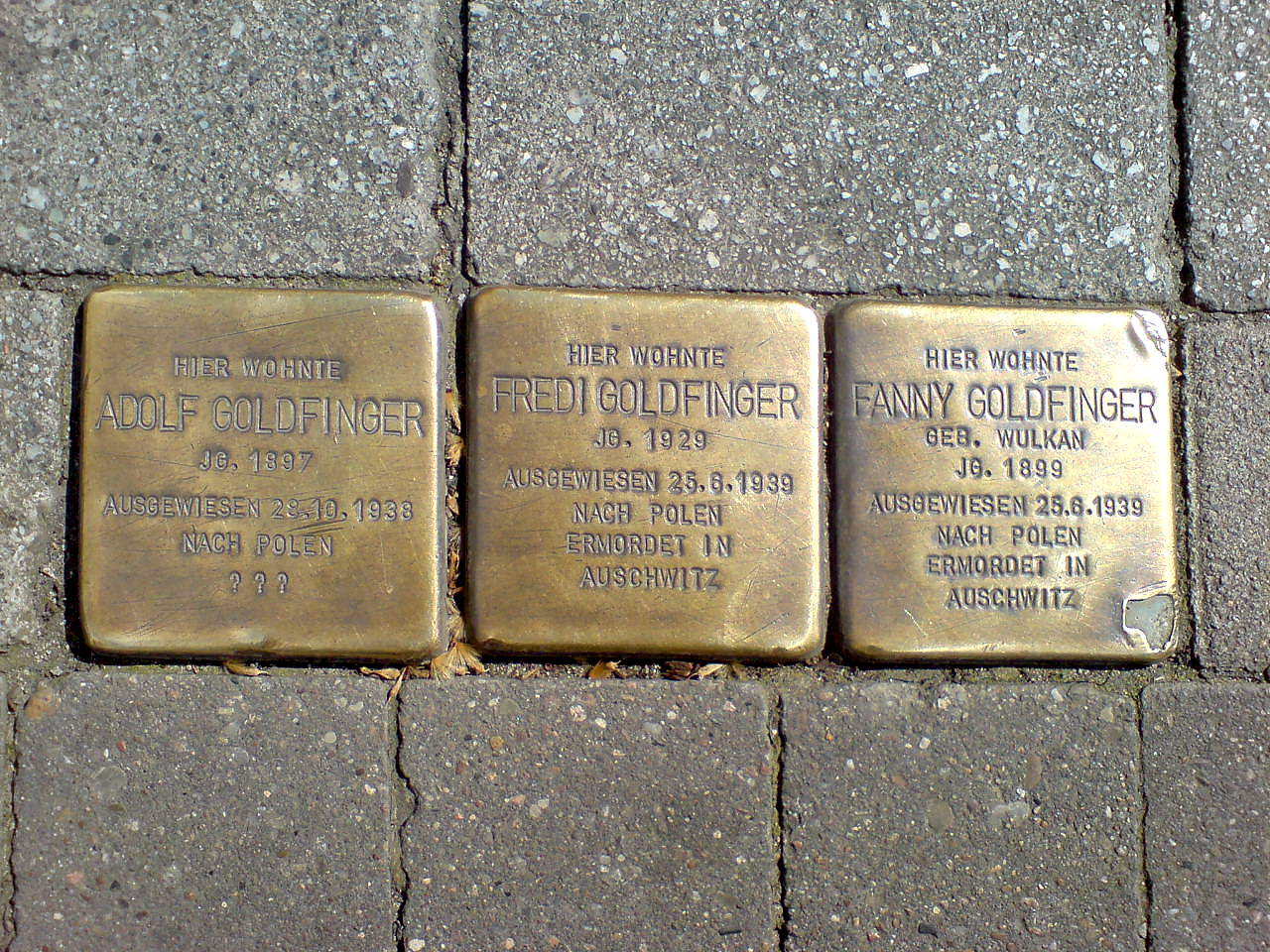
Stolpersteine für die Familie Adolf, Fredi und Fanny Goldfinger vor der Kurt-Schumacher-Straße 31 nahe der Nordmannpassage

Zur Zeit des Nationalsozialismus wurden auch in der Artilleriestraße entrechtete Juden zu Opfern, wovon die Stolpersteine für die Familie Adolf, Fredi und Fanny Goldfinger vor der Kurt-Schumacher-Straße 31 nahe der Nordmannpassage zeugen.
Im Zweiten Weltkrieg wurden durch die Luftangriffe auf Hannover rund 50 Prozent der Stadt und rund 85 Prozent der Innenstadt durch Fliegerbomben zerstört. Dies betraf auch einen Großteil der Artilleriestraße.

### Nach 1945
Auch noch in der Nachkriegszeit verschwanden historische Gebäude in der Artilleriestraße durch Abriss, wie das teilzerstörte Mellini-Theater.
1953 wurde die Artilleriestraße in Kurt-Schumacher-Straße umbenannt. Seit 30. August 1953 verkehrte auch die Straßenbahn zwischen Hauptbahnhof und Steintor in der Kurt-Schumacher-Straße, bis dahin führte sie durch Schillerstraße und Nordmannstraße. Die Neubebauung der Straße erfolgte ab den 1950er Jahren zum Teil mit Zweckbauten der Zeit. Einen Design-Höhepunkt, der zudem einem praktischen Zweck dient, bildete ab 1994 die von der Üstra im Zuge des Kunstprojekts BUSSTOPS aufgestellte Haltestelle von Alessandro Mendini für die Stadtbahn Hannover.

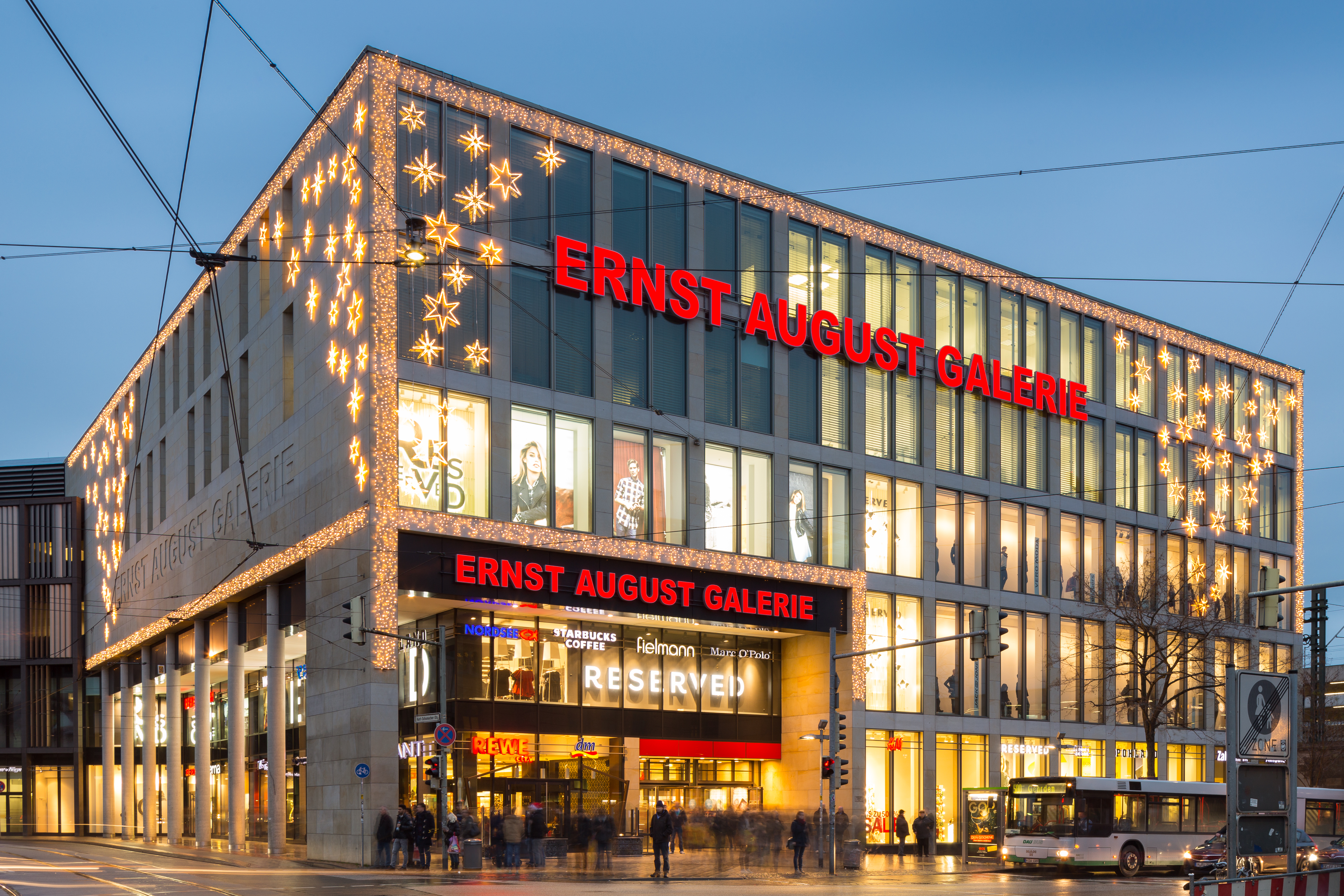
Die Ernst-August-Galerie markiert den Beginn der Kurt-Schumacher-Straße

Allerdings wurde noch nach der Jahrtausendwende (2001) nochmals ein historisches, neobarockes Gebäude abgerissen für den Bau der Ernst-August-Galerie.
2014 begannen in der Straße die Umbauarbeiten der D-Linie der Stadtbahn im Rahmen des umstrittenen Projekts ZehnSiebzehn. Kurz vor dem westlichen Ende der Kurt-Schumacher-Straße wurde im September 2017 die neue barrierefreie Stadtbahnhaltestelle Hauptbahnhof/Rosenstraße in Betrieb genommen, die die bisherige ebenerdige Haltestelle Hauptbahnhof (am Ernst-August-Platz) ersetzt. Im Dezember 2018 wurde die bisherige ebenerdige Haltestelle Steintor am westlichen Ende der Kurt-Schumacher-Straße durch eine barrierefreie Haltestelle Steintor in der Münzstraße ersetzt.

## Medienecho (Auswahl)
- N.N.: Au, weia! Kurt-Schumacher-Straße für 10 Wochen Staustelle In: Bild vom 15. Juli 2014, online zuletzt abgerufen am 12. August 2014
- Andreas Schinkel: Baustellen Kurt-Schumacher-Straße / Ärger schon am ersten Tag / Die Bauarbeiten auf der Kurt-Schumacher-Straße haben gerade erst begonnen, aber schon jetzt zeichnen sich erste Probleme ab. Geschäftsleute, die mehrere Wochen einen Absperrzaun vor der Ladentür haben, werden von Existenzängsten geplagt. In: Hannoversche Allgemeine Zeitung vom 21. Juli (aktualisiert am 24. Juli) 2014, online zuletzt abgerufen am 12. August 2014